# Harrie Lavreysen
Harrie Lavreysen (né le 14 mars 1997 à Luyksgestel) est un coureur cycliste néerlandais. Spécialisé dans les épreuves de sprint sur piste, il est considéré comme le meilleur sprinteur de sa génération et comme l'un des meilleurs de l'histoire de son sport.
Il est notamment quintuple champion olympique, avec deux titres aux Jeux de Tokyo 2020 et trois aux Jeux de Paris 2024, ce qui représente un record pour un sportif néerlandais. Il est également seize fois champion du monde : six titres en vitesse par équipes (2018, 2019, 2020, 2021, 2023 et 2024), six titres en vitesse individuelle (2019, 2020, 2021, 2022, 2023 et 2024), ainsi que trois titres sur le keirin (2020, 2021 et 2022) et un sur le kilomètre (2024). Il est aussi quatorze fois champion d'Europe.

## Biographie
Avant de se tourner vers la piste, Harrie Lavreysen pratique le BMX. Dans les catégories de jeune, il est trois fois champion des Pays-Bas et trois fois champion d'Europe. Après plusieurs blessures aux épaules, son médecin lui conseille cependant d'arrêter ce sport en 2014.
Au Centre national des sports Papendal (nl), où il s'entraîne depuis ses seize ans, il côtoie les cyclistes sur piste. Deux jours après l'annonce de son médecin, il décide de les rejoindre et de changer de discipline. En novembre 2015, Jeffrey Hoogland, Matthijs Buchli et Harrie Lavreysen sont champion des Pays-Bas de vitesse par équipes en battant Theo Bos, Teun Mulder et Tim Veldt, champions du monde dix ans auparavant.
En 2016, Harrie Lavreysen fait ses débuts internationaux sur piste à l'occasion des championnats d'Europe. En l'absence des meilleurs Néerlandais, de retour des Jeux olympiques, il est aligné en vitesse individuelle et par équipe. Il ne passe pas les qualifications et est classé 19e et 9e. En fin d'année, aux championnats des Pays-Bas, il est deuxième de la vitesse derrière Jeffrey Hoogland et troisième du keirin derrière Jeffrey Hoogland et Hugo Haak.
Il dispute ses premiers championnats du monde à Hong Kong en 2017. Theo Bos, Nils van 't Hoenderdaal et Jeffrey Hoogland réalisent le sixième temps en qualification de la vitesse par équipes. Au tour suivant, Lavreysen remplace Bos. L'équipe néerlandaise bat la Grande-Bretagne et, ayant réalisé le deuxième temps, se qualifie pour la finale. Hoogland, Lavreysen et Büchli y sont battus par les Néo-Zélandais, après que Lavreysen a eu des difficultés à fixer son pied sur la pédale. En vitesse individuelle, Lavreysen est la surprise du tournoi. Sixième des qualifications, il s'impose face à ses adversaires lors des quatre tours suivants et se qualifie pour la finale. Il y est battu en deux manches par le Russe Denis Dmitriev. Il obtient ainsi deux médailles d'argent lors de ses premiers mondiaux.
En 2018, il devient champion du monde et champion d'Europe de vitesse par équipes. Il se classe également troisième du championnat d'Europe de vitesse individuelle. En fin d'année 2018, il reçoit le Gerrie Knetemann Trofee, récompensant le cycliste néerlandais de l'année en catégorie espoirs.

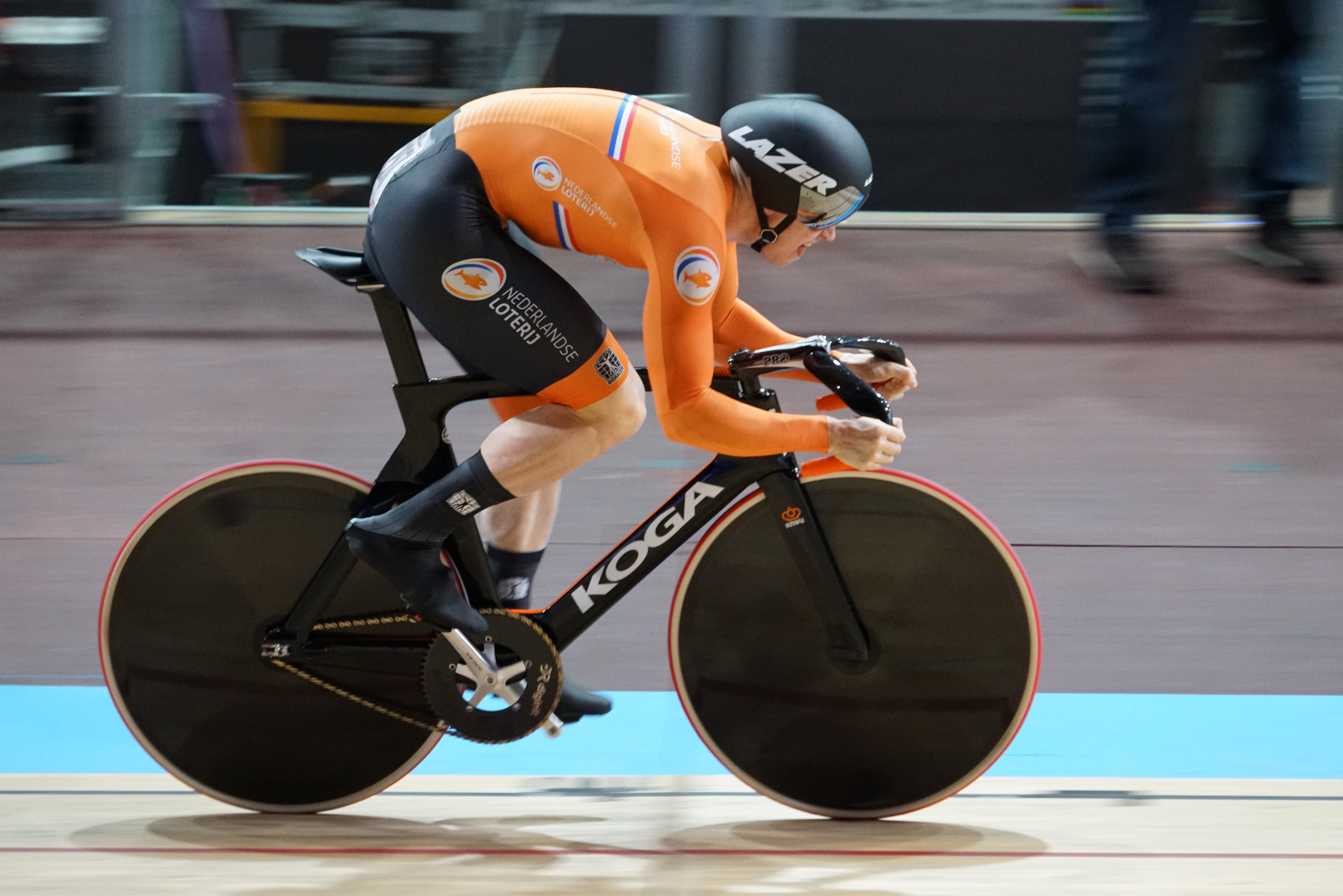
Lavreysen lors des mondiaux 2020.

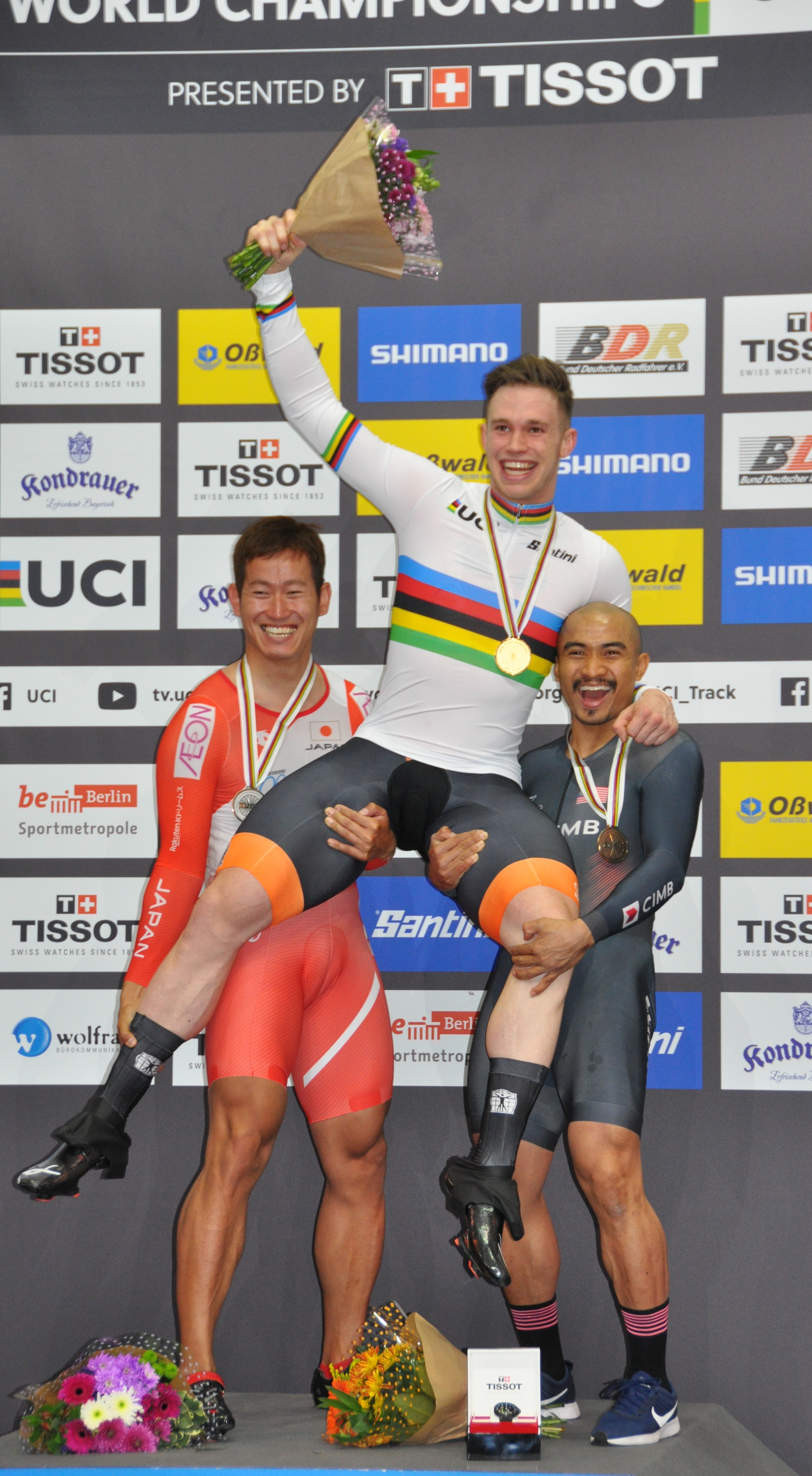
Sur le podium en tant que champion du monde du keirin en 2020, avec Yūta Wakimoto et Azizulhasni Awang.

Lors des saisons 2019 à 2021, il est le meilleur sprinteur du monde. En 2019, il est double champion du monde à Pruszków (vitesse individuelle et par équipes), ainsi que double médaillée d'or aux Jeux européens de Minsk (keirin et vitesse par équipes). Lors de ces Jeux, il parvient en finale du tournoi de vitesse, mais est battu par son compatriote Jeffrey Hoogland. En octobre, il obtient les mêmes résultats aux championnats d'Europe disputés à domicile à Apeldoorn (or en keirin et vitesse par équipes et argent en vitesse individuelle, où il est une nouvelle fois battu par Hoogland). Durant la saison de  Coupe du monde 2019-2020, il remporte sept épreuves. Lors des mondiaux 2020 de Berlin, il réalise le triplé, en s'adjugeant le titre en keirin, en vitesse individuelle et en vitesse par équipes. Lors de la vitesse par équipes, le trio néerlandais bat plusieurs fois le record du monde (41,225 secondes) et repousse la concurrence à plus d'une seconde. Alors qu'il devient le premier sprinteur de l'histoire à réussir le triplé sur ces trois épreuves lors des mêmes mondiaux, il devient (avec ses six titres mondiaux) le cycliste néerlandais le plus titré de l'histoire devant Piet Moeskops, Gaby Minneboo et Theo Bos (cinq titres chacun). 
Il fait encore mieux en 2021. Lors des Jeux de Tokyo, il devient champion olympique de vitesse par équipes, champion olympique de vitesse individuelle devant Hoogland et décroche la médaille de bronze du keirin, piégé par la tactique de Jason Kenny. En octobre, il gagne deux nouveaux titres aux championnats d'Europe sur la vitesse individuelle et par équipes. Deux semaines plus tard, aux mondiaux de Roubaix, il porte son total à neuf titres mondiaux en décrochant l'or sur le keirin, la vitesse individuelle et par équipes. En fin de saison, il remporte le classement général du sprint lors de l'édition inaugurale de la Ligue des champions. Il termine invaincu sur les quatre manches de vitesse, mais en gagne qu'une manche de keirin sur les quatre au programme. En décembre, il est élu cycliste néerlandais de l'année, une première pour un pistard depuis Roy Schuiten en 1974.
En 2022, il participe à la manche de Coupe des nations de Glasgow, où il remporte le keirin et le tournoi de vitesse. En juillet, lors de la manche de Cali, il est battu en finale de la vitesse en deux manches par Nicholas Paul,. Il n'avait plus perdu dans la discipline depuis octobre 2019 et une défaite face à Jeffrey Hoogland en finale du championnat d'Europe. Après un nouveau titre européen par équipes, lors des mondiaux au Vélodrome de Saint-Quentin-en-Yvelines, le trio néerlandais est battu pour la première fois depuis fin 2017. En finale, Lavreysen, Hoogland et Van den Berg s'inclinent face à l'équipe australienne pour quatre centièmes de seconde. Par la suite, Lavreysen redevient champion du monde du keirin devant Jeffrey Hoogland, puis remporte son quatrième titre mondial de vitesse contre l'Australien Matthew Richardson. Avec son quatrième titre consécutif, il égale son compatriote Piet Moeskops, qui avait remporté quatre fois l'or entre 1921 et 1924. 

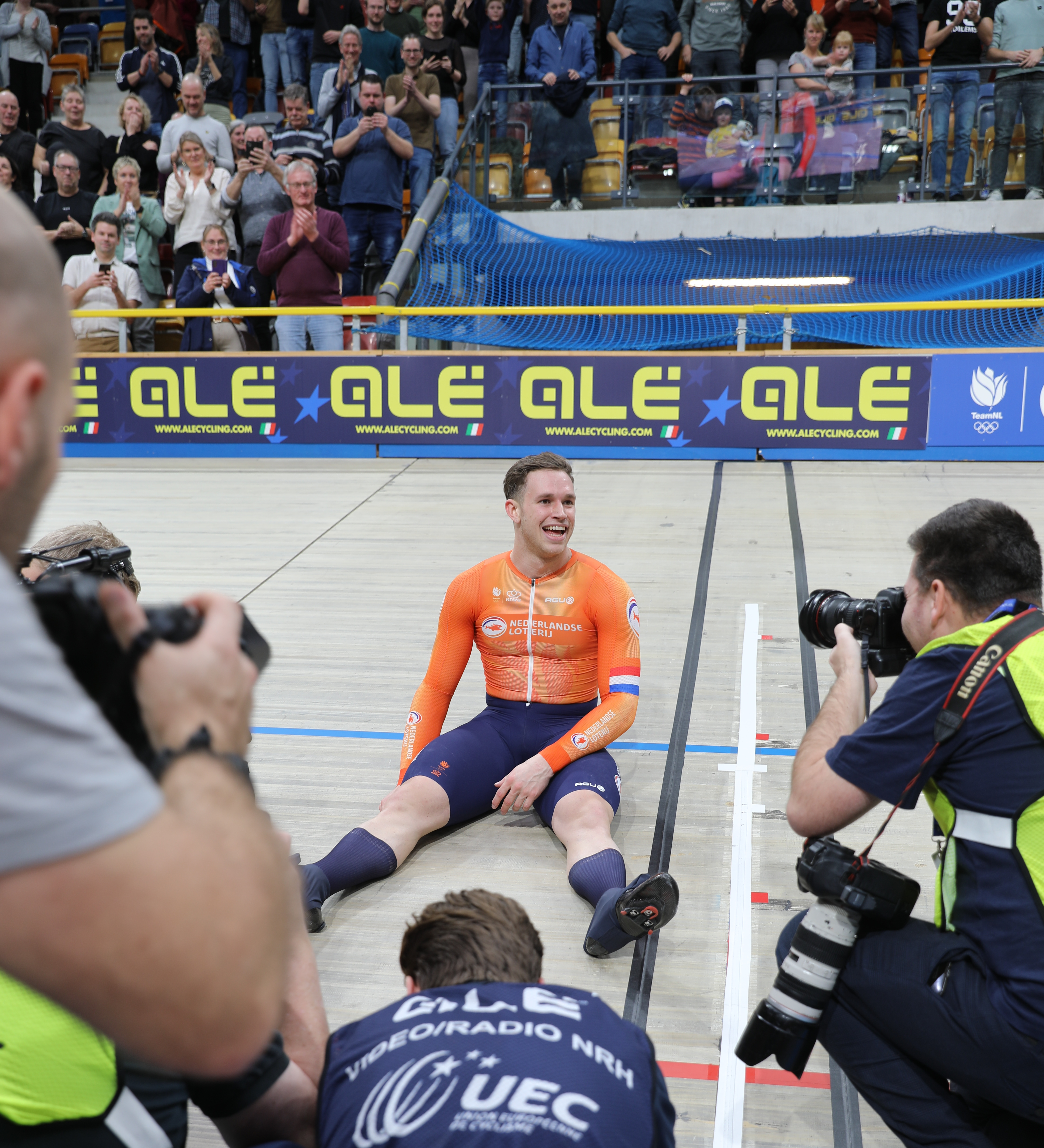
Lavreysen après son titre de champion d'Europe de vitesse en 2024.

Aux championnats d'Europe 2023 à Granges, il remporte son cinquième titre européen en vitesse par équipes et son deuxième titre en vitesse individuelle. En finale, il bat le Polonais Mateusz Rudyk. Lors de la dernière journée, il remporte également l'or sur le keirin, devant Patryk Rajkowski et Jeffrey Hoogland. Aux championnats du monde 2023 à Glasgow, Lavreysen, Hoogland et Van den Berg retrouvent leur titre mondial sur la vitesse par équipes, avec trois centièmes de seconde d'avance sur l'équipe australienne en finale. Lavreysen est sacré champion du monde de vitesse pour la cinquième fois consécutive. En finale, il bat Nicholas Paul de Trinité-et-Tobago en deux manches. Avant lui, seuls cinq sprinteurs ont réussi à remporter le titre mondial au moins cinq fois : Thorvald Ellegaard Piet Moeskops, Jef Scherens, Antonio Maspes et Koichi Nakano.
Il rentre dans l'histoire de son sport en 2024. Il réalise un deuxième triplé consécutif aux championnats d'Europe 2024 à domicile, à Apeldoorn. Aux Jeux olympiques d'été de 2024 à Paris, il devient champion olympique de vitesse par équipes avec un record du monde en 40,949 secondes. Le trio néerlandais devance l'équipe britannique de pas moins de 0,865 seconde et conserve son titre olympique. Lors des qualifications pour le tournoi de vitesse individuelle, il établit un temps de 9,088 secondes, battant le record du monde de Matthew Richardson de 0,003 seconde. En finale, il bat Richardson en deux manches, remportant son quatrième titre olympique. Avant lui, seuls quatre athlètes néerlandais y étaient parvenus aux Jeux d'été. Le 11 août, il réalise un triplé historique (comme Chris Hoy en 2008 et Jason Kenny en 2016) en remportant le keirin devant les Australiens Richardson et Matthew Glaetzer. L'entraîneur national Mehdi Kordi l'a ensuite salué comme le "meilleur sprinteur sur piste de tous les temps" et l'ancien champion du monde Theo Bos a qualifié sa performance de "super intelligente". En hommage, Lavreysen est nommé porte-drapeau néerlandais avec Femke Bol, lors de la cérémonie de clôture des Jeux. Aux mondiaux de Ballerup, il est à nouveau sacré en vitesse individuelle et par équipes. Il est également champion du monde du kilomètre pour la première fois de sa carrière après avoir décidé de s'inscrire au dernier moment. Avec ses 16 titres mondiaux, il devient le pistard le plus titré de l'histoire devant Arnaud Tournant qui en compte 14. En décembre 2024, il est élu sportif néerlandais de l'année, alors qu'il n'avait terminé que deuxième derrière Mathieu van der Poel du trophée de cycliste néerlandais de l'année.
Depuis 2019, il est invaincu en vitesse dans les grands championnats.

## Palmarès

### Jeux olympiques
| Édition / Épreuve | Keirin | Vitesse individuelle | Vitesse par équipes |
| Tokyo 2020        | Bronze | Or                   | Or                  |
| Paris 2024        | Or     | Or                   | Or                  |

### Championnats du monde
| Édition / Épreuve              | Kilomètre | Keirin | Vitesse individuelle | Vitesse par équipes |
| Hong Kong 2017                 |           |        | Argent               | Argent              |
| Apeldoorn 2018                 |           | 6e     | 10e                  | Or                  |
| Pruszków 2019                  |           |        | Or                   | Or                  |
| Berlin 2020                    |           | Or     | Or                   | Or                  |
| Roubaix 2021                   |           | Or     | Or                   | Or                  |
| Saint-Quentin-en-Yvelines 2022 |           | Or     | Or                   | Argent              |
| Glasgow 2023                   |           | 4e     | Or                   | Or                  |
| Ballerup 2024                  | Or        | 8e     | Or                   | Or                  |

### Coupe du monde
- 2017-2018
  - 1er du keirin à Milton

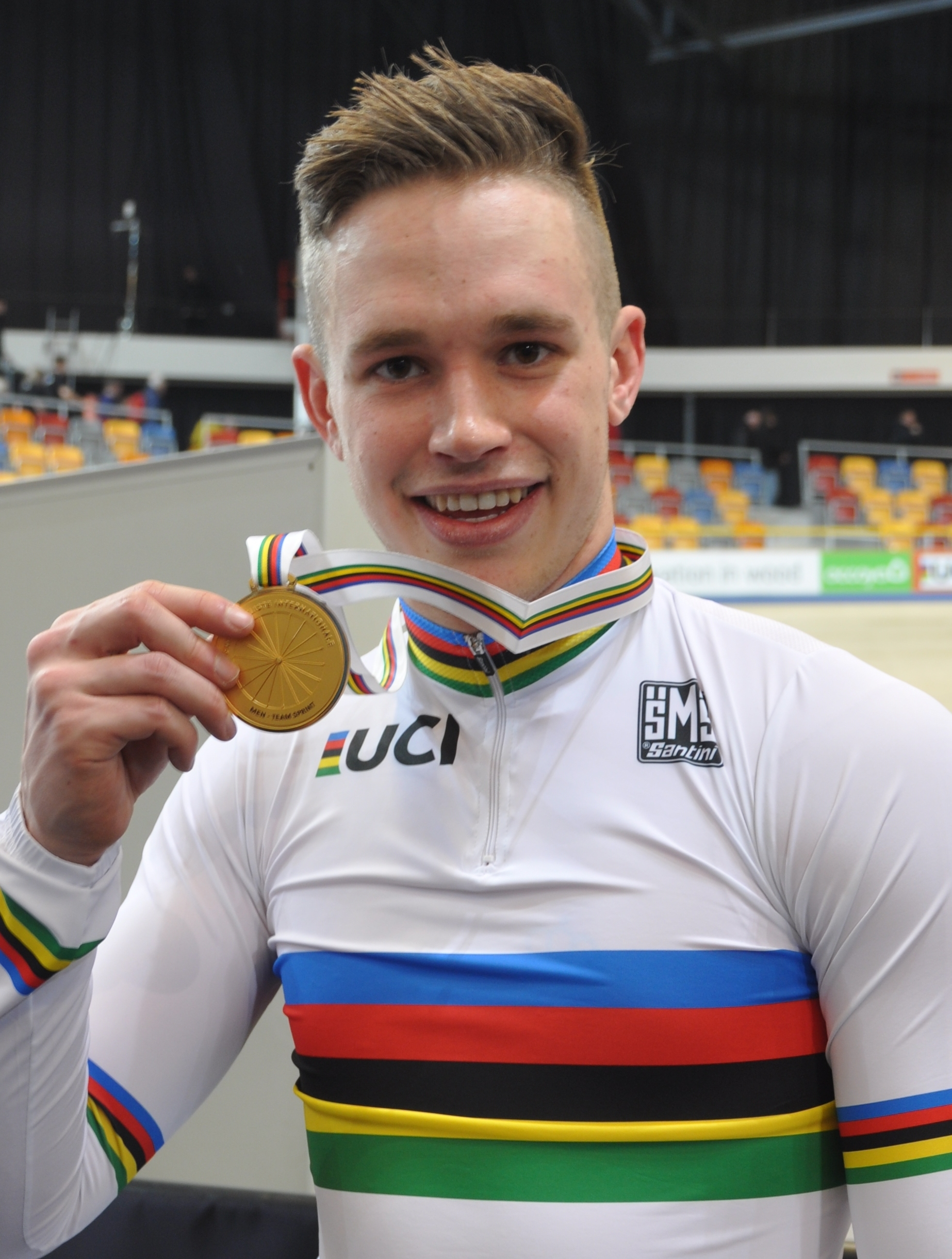
Harrie Lavreysen lors des mondiaux 2018.

  - 1er de la vitesse à Manchester
  - 1er de la vitesse par équipes à Pruszków (avec Jeffrey Hoogland et Nils van 't Hoenderdaal)
- 2018-2019
  - 1er de la vitesse par équipes à Milton (avec Nils van 't Hoenderdaal, Jeffrey Hoogland et Sam Ligtlee)
  - 1er de la vitesse par équipes à Berlin (avec Nils van 't Hoenderdaal, Jeffrey Hoogland et Sam Ligtlee)
  - 1er de la vitesse par équipes à Londres (avec Roy van den Berg, Matthijs Büchli et Jeffrey Hoogland)
  - 1er de la vitesse à Londres
  - 2e de la vitesse à Saint-Quentin-en-Yvelines
  - 2e de la vitesse à Milton
- 2019-2020
  - 1er du keirin à Minsk
  - 1er de la vitesse à Minsk
  - 1er de la vitesse à Glasgow
  - 1er de la vitesse à Hong Kong
  - 1er de la vitesse par équipes à Minsk (avec Nils van 't Hoenderdaal, Jeffrey Hoogland et Sam Ligtlee)
  - 1er de la vitesse par équipes à Glasgow (avec Nils van 't Hoenderdaal, Jeffrey Hoogland et Sam Ligtlee)
  - 1er de la vitesse par équipes à Hong Kong (avec Roy van den Berg et Jeffrey Hoogland)

### Coupe des nations
- 2022
  - Classement général de la vitesse
  - 1er de la vitesse individuelle à Glasgow
  - 2e de la vitesse individuelle à Cali
  - 1er du keirin à Glasgow
  - 3e de la vitesse par équipes à Glasgow
- 2023
  - 1er du keirin à Jakarta
  - 1er de la vitesse à Jakarta
  - 1er de la vitesse au Caire
  - 1er de la vitesse par équipes au Caire
  - 2e de la vitesse par équipes à Jakarta
- 2024
  - 1er du keirin à Milton
  - 1er de la vitesse à Milton
  - 1er de la vitesse par équipes à Milton

### Ligue des champions
- 2021
  - Classement général du sprint
  - 1er de la vitesse à Palma
  - 1er du keirin à Panevėžys
  - 1er de la vitesse à Panevėžys
  - 1er de la vitesse à Londres (I)
  - 1er de la vitesse à Londres (II)
  - 2e du keirin à Palma
  - 2e du keirin à Londres (II)
- 2022
  - 1er du keirin à Palma
  - 1er du keirin à Berlin
  - 1er de la vitesse à Paris
  - 1er de la vitesse à Londres (I)
  - 1er de la vitesse à Londres (II)
  - 2e de la vitesse à Palma
  - 2e de la vitesse à Berlin
  - 2e du keirin à Paris
  - 2e du keirin à Londres (II)
- 2023
  - Classement général du sprint
  - 1er de la vitesse à Palma
  - 1er de la vitesse à Berlin
  - 1er de la vitesse à Londres (I)
  - 1er du keirin à Palma
  - 1er du keirin à Berlin
  - 1er du keirin à Paris
  - 1er du keirin à Londres (II)
  - 2e de la vitesse à Paris
  - 2e de la vitesse à Londres (II)
  - 2e du keirin à Londres (I)
- 2024
  - Classement général du sprint
  - 1er de la vitesse à Apeldoorn (I)
  - 1er de la vitesse à Apeldoorn (II)
  - 1er de la vitesse à Londres (I)
  - 1er de la vitesse à Londres (II)
  - 1er du keirin à Londres (I)
  - 2e de la vitesse à Paris
  - 2e du keirin à Paris
  - 2e du keirin à Apeldoorn (I)
  - 3e du keirin à Apeldoorn (II)

### Championnats d'Europe
| Épreuve / Édition     | Keirin | Vitesse individuelle | Vitesse par équipes                                    |
| Anadia 2017 (espoirs) | Or     | Argent               |                                                        |
| Berlin 2017           | 7e     | 8e                   | Bronze                                                 |
| Glasgow 2018          | 5e     | Bronze               | Or (avec Hoogland, van den Berg et van 't Hoenderdaal) |
| Gand 2019 (espoirs)   | Argent | Or                   | Or (avec Ligtlee et van der Wijst)                     |
| Apeldoorn 2019        | Or     | Argent               | Or (avec Hoogland, van den Berg et Büchli)             |
| Granges 2021          | 6e     | Or                   | Or (avec Hoogland, van den Berg et Ligtlee)            |
| Munich 2022           |        |                      | Or (avec Hoogland et van den Berg)                     |
| Granges 2023          | Or     | Or                   | Or (avec Hoogland, van den Berg et van Loon)           |
| Apeldoorn 2024        | Or     | Or                   | Or (avec Hoogland, van den Berg et van Loon)           |
| Heusden-Zolder 2025   | Or     | Or                   | Argent                                                 |

### Jeux européens
| Édition / Épreuve | Keirin | Vitesse individuelle | Vitesse par équipes |
| Minsk 2019        | Or     | Argent               | Or                  |

### Championnats nationaux
- 2015
  -  Champion des Pays-Bas de vitesse par équipes
- 2017
  -  Champion des Pays-Bas du kilomètre
- 2018
  -  Champion des Pays-Bas du keirin
- 2019
  -  Champion des Pays-Bas du keirin
- 2021
  -  Champion des Pays-Bas du keirin
  -  Champion des Pays-Bas de vitesse
- 2022
  -  Champion des Pays-Bas du keirin
  -  Champion des Pays-Bas de vitesse
- 2023
  -  Champion des Pays-Bas du kilomètre
  -  Champion des Pays-Bas du keirin
  -  Champion des Pays-Bas de vitesse
- 2024
  -  Champion des Pays-Bas du keirin
  -  Champion des Pays-Bas de vitesse

## Distinctions
- Cycliste espoirs néerlandais de l'année : 2018
- Cycliste néerlandais de l'année : 2021
- Sportif néerlandais de l'année : 2024
- UEC Hall of Fame[17]